# Người cá

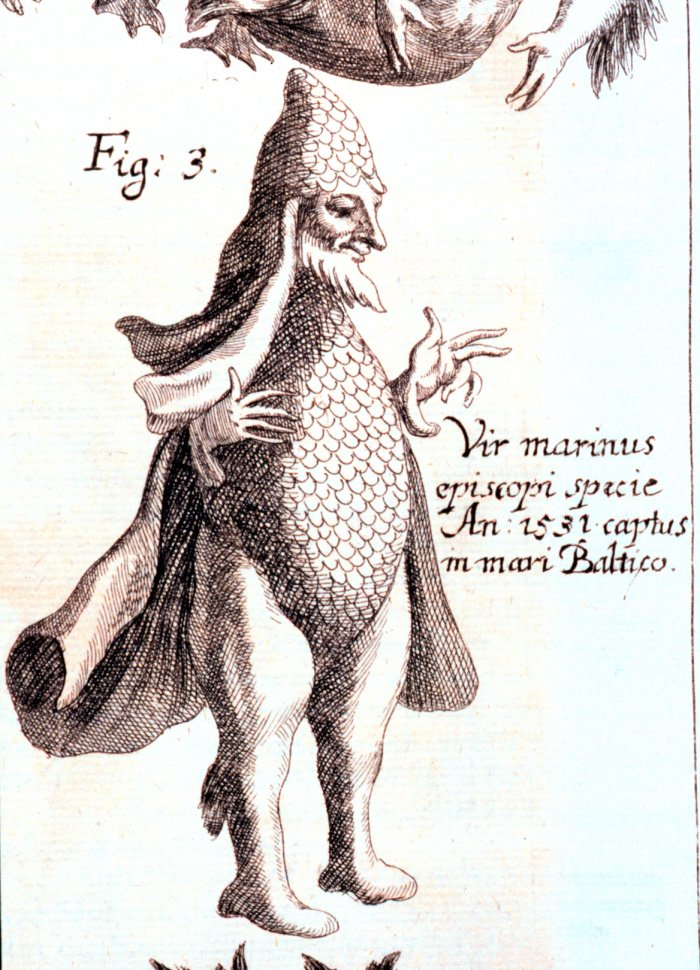
Tranh vẽ sinh vật nửa người nửa cá.

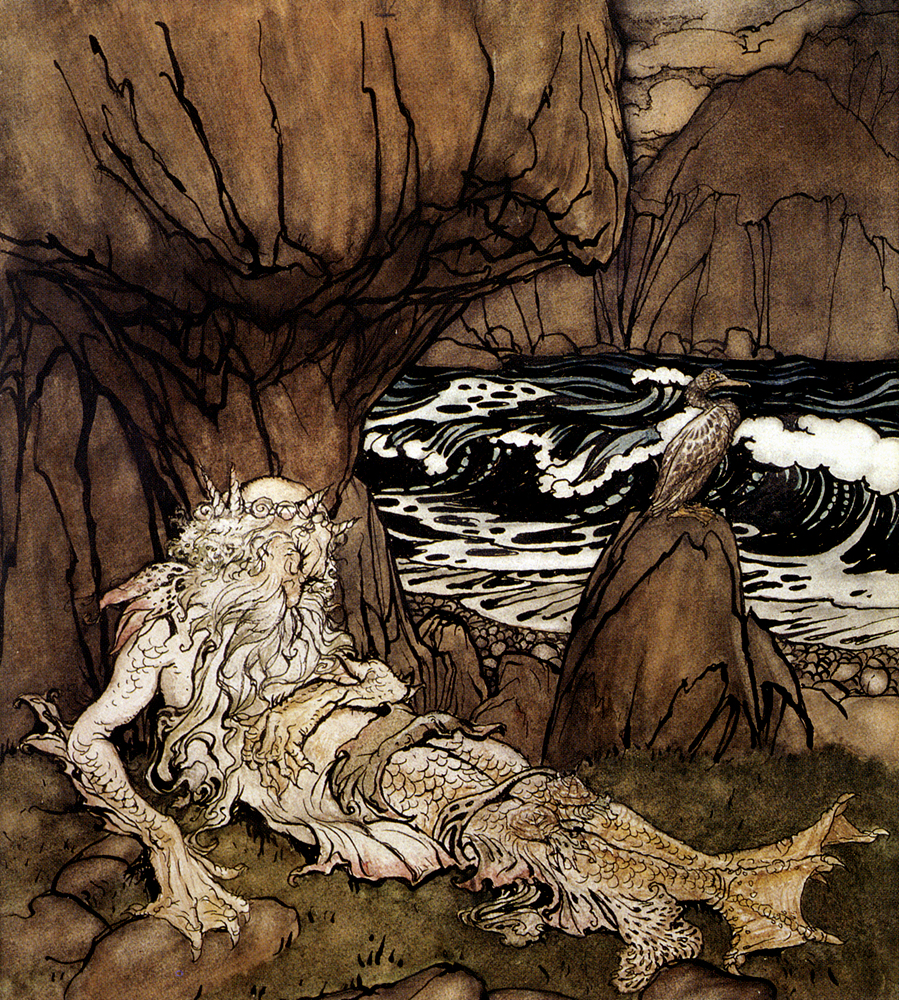
Người cá, tranh của Arthur Rackham.

Người cá (tiếng Anh: Mermen) hay Bán ngư nhân là những sinh vật huyền thoại có hình dạng con người từ phần bụng trở lên và loài cá bụng trở xuống. Người cá là phiên bản nam của các nàng tiên cá trong thần thoại, họ thường được mô tả là xấu xí và nhưng đôi lúc lại là các anh chàng đẹp trai.

## Vết tích
Có lẽ người cá đầu tiên được ghi nhận là thần biển Ea của người Assyria - Babylon (được người Sumer gọi là Enki ), có liên quan đến nhân vật mà người Hy Lạp gọi là Oannes. Tuy nhiên, một số nhà văn nổi tiếng đã đánh đồng Oannes của thời kỳ Hy Lạp với thần Ea, thì Oannes đúng hơn là một trong những người hầu apkallu của Ea.
Apkallu đã được mô tả là "người cá" trong các văn bản chữ hình nêm, và nếu Berossus được tin tưởng thì Oannes thực sự là một sinh vật sở hữu đầu cá và đầu người bên dưới, đồng thời có cả đuôi cá và chân giống người. Nhưng Berossus đã viết muộn hơn nhiều trong thời kỳ cai trị của Hy Lạp, tham gia vào việc "xây dựng" quá khứ. Mặc dù các bức tượng nhỏ đã được khai quật để chứng thực hình tượng người cá này, nhưng chúng có thể được coi là đại diện cho "hình người mặc áo choàng cá", không phải là một sinh vật có đầu cá mọc phía trên đầu người. Và thần Ea cũng được các học giả hiện đại miêu tả là mặc áo choàng cá.

## Thần thoại Hy Lạp - La Mã
Triton trong thần thoại Hy Lạp được miêu tả là sinh vật nửa người nửa cá trong nghệ thuật Hy Lạp cổ đại. Triton là con trai của thần biển Poseidon và nữ thần biển Amphitrite. Cả Poseidon và Amphitrite đều không phải là người cá, mặc dù cả hai đều có thể sống dưới nước dễ dàng như trên đất liền.
Triton sau này đã trở thành những người cá chung chung, do đó họ đã được miêu tả rất nhiều trong nghệ thuật.
Một người cá đáng chú ý khác trong thần thoại Hy Lạp là Glaucus. Ông sinh ra là một con người và sống cuộc đời đầu tiên của mình bằng nghề đánh cá. Một ngày nọ, khi đang câu cá, ông thấy con cá mình bắt được sẽ nhảy từ bãi cỏ xuống biển. Ông đã ăn một ít cỏ vì tin rằng nó có đặc tính kỳ diệu và cảm thấy vô cùng khao khát được ở dưới biển. Ông nhảy xuống biển và từ chối quay trở lại đất liền. Các vị thần biển gần đó đã nghe thấy lời cầu nguyện biến ông thành thần biển.